# Église Saint-Georges du Bizot
Pour les articles homonymes, voir Église Saint-Georges.
L’église Saint-Georges du Bizot est une église située sur la commune du Bizot dans le département français du Doubs.

## Histoire
L'église originelle remonte 1508 sur les plans de l'architecte Pierre Dard et du maître-maçon Perrot,. Incendié au XVe siècle, elle est reconstruite en 1733 sur les plans de l'architecte Bassignot.
L'église Saint-Georges fait l’objet d’un classement au titre des monuments historiques depuis le 18 décembre 1969. Cette protection ne concerne pas le clocher qui est plus moderne.

## Rattachement
L'église fait partie de la paroisse du plateau du Russey (Le Russey) qui est rattachée au diocèse de Besançon.

## Architecture
Dans un style gothique flamboyant, l'église possède trois nefs de six travées. La toiture présente la particularité d'être composée de laves, d'un poids de 460 tonnes et la charpente supportant cette toiture est composée de 100 mètres cubes de bois de sapin,. Cette charpente a été refaite au cours du XXe siècle.

## Mobilier
L'église possède un riche mobilier, dont certains éléments bénéficient d'une protection à titre objet des monuments historiques. Parmi ces protections de nombreuses statues des XVIe et XVIIe siècles et tableaux sont classées à titre objet des monuments historiques le 24 juin 1964 ( Saint religieux prêchant, Sainte au calice,  Sainte au livre, Vierge à l'enfant, Saint-Augustin, Saint Grat, Saint-Roch et Saint-Jean, Tableau de la Pietà). Bénéficiant de ce classement à cette même date, le retable latéral droit.
L'orgue de tribune de l'église date de 1835, a été conçue par Joseph Callinet facteur d'orgue à Rouffach, modifié en 1912 par Henri Didier et restauré en 1985 par Didier Chanon. Il comporte un clavier de 14 jeux et un pédalier de 5 jeux. La partie instrumentale de l'orgue a été classée à titre objet le 31 juillet 1973.